# هواداران سرسخت
هواداری سرسخت (انگلیسی: Cult following) عبارتی است برای توصیف طرفدارانی که با شور و اشتیاق زیادی از یک اثر هنری یا شخص خاص حمایت می‌کنند و به راحتی نظرشان تغییر نمی‌کند.
هواداران سرسخت، گروهی از طرفداران بسیار متعصب هستند که به یک شخص، ایده، شیء، جنبش یا اثر هنری علاقه وافری دارند. این اثر هنری می‌تواند یک فیلم، کتاب، هنرمند موسیقی، سریال تلویزیونی، بازی ویدیویی یا هر چیز دیگری باشد که طرفداران کم، اما بسیار پرشور دارد.
این طرفداران معمولاً وابستگی عاطفی شدیدی به موضوع مورد علاقه‌شان دارند و خودشان را به عنوان اعضای یک جامعه خاص می‌دانند. آن‌ها اغلب در بازارهای خاص و محدود فعالیت می‌کنند. آثار هنری مورد علاقه این گروه‌ها معمولاً جزو فرهنگ زیرزمینی محسوب می‌شود و آنقدر متفاوت با، یا مخالف جریان اصلی هستند که عموم مردم از آن‌ها استقبال نمی‌کنند یا در سطح تجاری موفق نمی‌شوند.
برای توصیف درجات مختلفی از این پدیده این عبارت‌ها هم کاربرد دارد:
- طرفداران دو آتشه: این عبارت به معنای طرفدارانی است که بسیار پرشور و متعصب هستند و علاقه زیادی به یک اثر هنری یا شخص خاص دارند.
- هواداران پروپاقرص: این عبارت نیز به معنای طرفداران بسیار وفادار و متعصب است.
- پیروان متعصب: این عبارت به معنای پیروانی است که با تعصب و علاقه شدید از یک اثر هنری یا شخص خاص حمایت می‌کنند.
- هواداران خاص: این عبارت به معنای طرفدارانی است که سلیقه و علایق خاصی دارند و به آثار هنری یا اشخاص خاصی علاقه نشان می‌دهند که ممکن است مورد پسند عموم نباشد.

همچنین، بسته به زمینه و نوع اثر هنری یا شخص مورد نظر، می‌توان از عبارات دیگری مانند «طرفداران افراطی»، «هواداران متعصب»، «شیفتگان» و غیره نیز استفاده کرد.
بسیاری از این طرفداران، علاقه شدید خود را با طنز خاصی بیان یا توجیه می‌کنند، به گونه‌ای که «آن اثر هنری آنقدر بد است که خوب از آب درآمده است.» گاهی اوقات این گروه‌ها به طرفداران موسوم به «کمپ» تبدیل می‌شوند، یعنی طرفدارانی که به‌طور اغراق‌آمیز و طنزآمیز به یک اثر هنری علاقه نشان می‌دهند. این طرفداران ممکن است در یک خرده‌فرهنگ هواداران شرکت کنند، مثلاً در گردهمایی‌ها یا انجمن‌های آنلاین شرکت کنند، داستان‌های مرتبط با آن اثر هنری بنویسند، لباس‌های شخصیت‌های آن را بسازند، ماکت‌های وسایل صحنه را طراحی کنند یا حتی تولیدات صوتی و تصویری خودشان را با استفاده از قالب‌ها و شخصیت‌های آن اثر هنری خلق کنند.

## در فیلم

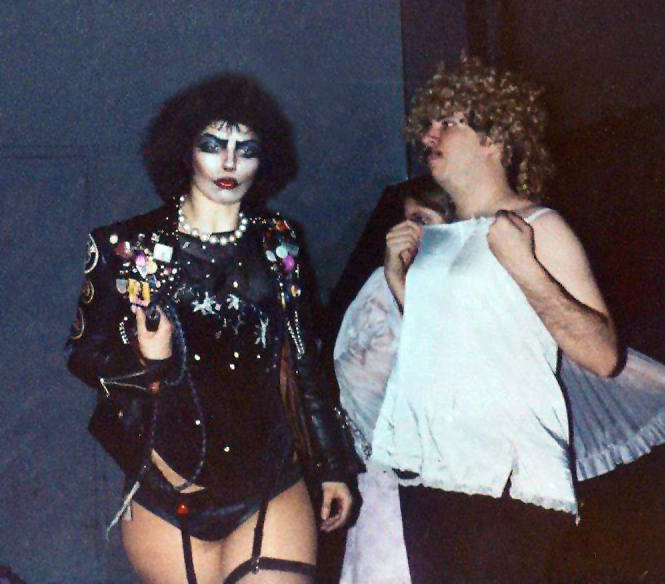
فیلم راکی هارور به واسطه اکران به عنوان یک فیلم نیمه‌شب، به یک فیلم خرده‌فرهنگی تبدیل شد.

همیشه تفاوت مشخصی بین فیلم‌های خرده‌فرهنگی و رسانه جریان اصلی وجود ندارد. خاویر مندیک و ارنست متیس، دو استاد نویسنده کتاب «100 Cult Films»، استدلال می‌کنند که دنبال‌کنندگان وفادار این فیلم‌ها، آن‌ها را به کلاسیک‌های خرده‌فرهنگی تبدیل می‌کنند. در بسیاری از موارد، فیلم‌هایی که طرفداران سرسخت دارند، ممکن است در طول اکران سینمایی خود شکست مالی خورده باشند و حتی نقدهای متفاوتی یا عمدتاً منفی از سوی رسانه‌های جریان اصلی دریافت کرده باشند، اما همچنان توسط گروه‌ها یا جوامع کوچکی از طرفداران، به عنوان یک موفقیت بزرگ در نظر گرفته می‌شوند.
برخی از فیلم‌های گروه‌محور فقط در یک خرده‌فرهنگ خاص محبوب هستند. فیلم «وودستاک» (۱۹۷۰) به ویژه در میان خرده‌فرهنگ هیپی محبوب است، در حالی که «شعبده‌بازی» (۱۹۹۳) در میان زنان آمریکایی متولد دهه ۱۹۸۰ و اوایل دهه ۱۹۹۰ دارای جایگاه خاص است. نمادهای اصلی خاصی می‌توانند در زمینه‌های مختلف برای افراد خاصی به نمادهای خرده‌فرهنگی تبدیل شوند. «Reefer Madness» (۱۹۳۶) در ابتدا برای هشدار به جوانان در مورد استفاده از ماری‌جوآنا در نظر گرفته شده بود، اما به دلیل طرح مضحک، تعداد زیاد خطاهای واقعی و ظاهر ارزان، مورد توجه مخاطبان علاقه‌مند به ماری‌جوآنا قرار گرفت و طرفداران پروپاقرص دائمی پیدا کرد.
فیلم‌های کوئنتین تارانتینو از نظر سبک از فیلم‌های خرده‌فرهنگی کلاسیک وام می‌گیرند، اما مورد استقبال مخاطبان زیادی قرار می‌گیرند؛ بنابراین، فیلم‌های تارانتینو در سراسر جهان به عنوان جایی بین سینمای خرده‌فرهنگی و جریان اصلی شناخته می‌شود. همچنین، پدیده‌های خرده‌فرهنگیِ خاصی می‌توانند به حدی رشد کنند که به جریان اصلی تبدیل شوند، مانند فیلم‌های کارگردانان خرده‌فرهنگ‌گرا مانند جان واترز، جان سیلس، جان کاساوتیس، آرماندو بو (بازیگر)، الیسیو سوبیلا، روجرو دئوداتو، تاکشی کیتانو، عباس کیارستمی یا خسوس فرانکو.

## در تلویزیون
برخی از مجموعه‌های تلویزیونی پس از پایان پخش، طرفداران دوآتشه پیدا می‌کنند که ممکن است باعث علاقه به تمدید سریال شود. سریال «پرورش شکست‌خورده» که در سال ۲۰۰۶ پس از فصل سوم خود لغو شد، در سال ۲۰۱۳ توسط نتفلیکس تمدید شد و دو فصل دیگر دریافت کرد. «فیوچراما» در سال ۲۰۰۳ پس از فصل چهارم خود در شرکت پخش همگانی فاکس لغو شد، اما بعداً توسط کمدی سنترال برای سه فصل دیگر انتخاب شد. در سال ۲۰۲۲، اعلام شد که این سریال برای ۲۰ قسمت دیگر (که به صورت هفتگی منتشر می‌شود) در سرویس پخش جریانی هولو تمدید خواهد شد. «پیشتازان فضا: مجموعه اصلی» پس از سه فصل لغو شد، اما در پخش سندیکایی دنبال‌کنندگان بیشتری پیدا کرد و در نهایت یک پیشتازان فضای موفق را ایجاد کرد.
«توئین پیکس» ساخته دیوید لینچ از سال ۱۹۹۰ تا ۱۹۹۱ به مدت دو فصل از شرکت پخش رسانه‌ای آمریکا پخش شد و در ابتدا امتیاز بالایی کسب کرد و مورد تحسین منتقدان قرار گرفت. پس از افشای قاتل لورا پالمر، که عمداً توسط لینچ ناشناخته گذاشته شد، رتبه‌بندی و استقبال کاهش یافت. در نهایت، نمایش لغو شد و به یک پایان باز ختم شد. تا سال ۲۰۱۷ طول کشید که Twin Peaks به عنوان یک سریال محدود در شوتایم بازگشت و به یکی از طولانی‌ترین وقفه‌ها در تاریخ تلویزیون پایان داد.
از سریال‌هایی که اغلب به عنوان کلاسیک‌های خرده‌فرهنگی (کلاسیک‌های کالت) شناخته می‌شوند، می‌توان به سریال علمی تخیلی طولانی مدت بی‌بی‌سی "دکتر هو"، سریال علمی تخیلی هیجان‌انگیز "زندانی" از شبکه ITC، سریال استرالیایی "زندانی: سلول بلاک اچ"، سریال هندی "Kasautii Zindagii Kay" که به مدت هشت سال پخش شد و نمایش گفتگوی پویانمای "Space Ghost Coast to Coast" از شبکه کارتون نت‌ورک اشاره کرد. این نمایش‌ها بعدها الهام‌بخش ساخت بسیاری از سریال‌های دیگر با حال و هوای مشابه شدند، به‌ویژه پس از آنکه بخش ادالت سویم در این شبکه راه‌اندازی شد.
البته برخی از این سریال‌ها ممکن است به دلیل محبوبیت گسترده در بین مخاطبان امروزی، دیگر به عنوان کلاسیک‌های خرده‌فرهنگی شناخته نشوند. با این حال، تعریف دقیق "کلاسیک خرده‌فرهنگی " چندان مشخص نیست و ممکن است شامل سریال‌هایی شود که در ابتدا ناموفق بودند یا کلیشه‌های زیادی داشتند، اما بعداً توسط گروه‌های خاصی از طرفداران بسیار مورد توجه قرار گرفتند.

## بازی‌های ویدیویی
برخی بازی‌های ویدیویی، به ویژه آن‌هایی که ایده‌های منحصربه‌فردی دارند اما نتوانسته‌اند مخاطبان زیادی را جذب کنند، طرفداران پروپاقرصی پیدا می‌کنند و می‌توانند بر طراحی بازی‌های بعدی تأثیر بگذارند. یک نمونه از این بازی‌های ویدیویی خرده‌فرهنگی، «ایکو» (۲۰۰۱) است که در ابتدا فروش خوبی نداشت، اما به دلیل گیم‌پلی خاص و طراحی کمینه‌گرا، طرفداران زیادی پیدا کرد و الهام‌بخش بازی‌های دیگری مثل «برادرها: افسانه دو پسر» (۲۰۱۳) و «ریم» (۲۰۱۷) شد.
بازی‌های دیگری که طرفداران خرده‌فرهنگی دارند عبارتند از: EarthBound (1994)، که در ابتدا ناموفق بود اما بعدها طرفدارانش یادگاری‌های مربوط به آن را می‌خریدند و می‌فروختند. Conker's Bad Fur Day (2001)، یک بازی پلتفرم سه‌بعدی برای نینتندو ۶۴ که به خاطر طنز سیاه و داستان جالبش مورد توجه قرار گرفت. یومه نیکی (۲۰۰۴)، یک بازی ترسناک ژاپنی سورئال و رایگان. Psychonauts (2005)، یک بازی پلتفرمر که در ابتدا موفق نبود اما همچنان طرفداران وفاداری دارد. هیتمن: خون‌بها (۲۰۰۶)، که بسیاری از طرفداران قدیمی مجموعه هیتمن آن را بهترین بازی این مجموعه می‌دانند، با وجود کنترل‌ها و گیم‌پلی قدیمی‌اش. آلن ویک (۲۰۱۰)، یک بازی اکشن-ماجراجویی با داستانی شبیه به سریال‌های تلویزیونی هیجان‌انگیز که طرفداران وفاداری دارد. عملیات اسپک: خط مرزی (۲۰۱۲)، یک بازی تیراندازی سوم شخص که به خاطر نمایش «وحشت‌های جنگ» و تأثیر روانی عمیق جنگ بر سربازان شناخته شده است. و Dwarf Fortress (2006)، یک بازی شبیه‌سازی ساخت‌وساز و مدیریت با دنیایی مکعبی‌شکل و رابط کاربری مبتنی بر متن که به خاطر گیم‌پلی پیچیده و جذابش و همچنین توسعه مداوم توسط یک تیم کوچک، طرفداران خاص خود را دارد.

## در موسیقی
یکی از اولین نمونه‌های کلاسیک‌های خرده‌فرهنگی (کلاسیک‌های کالت) در موسیقی راک، اولین آلبوم گروه ولوت آندرگراوند در سال ۱۹۶۷ به نام «ولوت آندرگراوند و نیکو» بود. این آلبوم با وجود تأثیرگذاری بسیار زیاد، در ابتدا از نظر تجاری شکست خورد و ایستگاه‌های رادیویی، خرده‌فروشان موسیقی و مجلات را که محتوا را برای بازاریابی بسیار بحث‌برانگیز می‌دانستند، از خود دور کرد. طی دهه بعد، این آلبوم از روزنامه‌نگاری موسیقی شناخت بیشتری دریافت کرد و به محبوبیت آن کمک کرد. بیتلز که با نام «آلبوم سفید» نیز شناخته می‌شود، در ابتدا نقدهای متفاوتی از سوی منتقدان موسیقی دریافت کرد که آهنگ‌های طنز آن را در میان فضای سیاسی و اجتماعی آشفته سال ۱۹۶۸ بی‌اهمیت و غیرسیاسی می‌دانستند، اما بعداً تحسین شد و از آن زمان به یک کلاسیک خرده‌فرهنگی تبدیل شد. آلبوم «Odessey and Oracle» گروه زامبیز در سال ۱۹۶۸ نیز در ابتدا یک شکست انتقادی و تجاری بود و نتوانست به جدول موسیقی برسد، با وجود اینکه تک‌آهنگ "Time of the Season" در سال بعد به یک موفقیت غافلگیرکننده تبدیل شد. در حالی که زامبی‌ها درست قبل از انتشار آن منحل شدند، جایگاه آلبوم به عنوان یک کلاسیک خرده‌فرهنگی در دهه‌های بعد رشد کرد. آلبوم «مردی که دنیا را فروخت (آلبوم)» دیوید بویی در سال ۱۹۷۰ نیز در زمان انتشار اصلی خود در جدول رکوردها تأثیری نداشت و نقدهای متفاوتی از سوی منتقدان دریافت کرد. پس از اینکه بویی در اوایل دهه ۱۹۷۰ به موفقیت‌های اصلی دست یافت، نسخه مجدد آن در سال ۱۹۷۲ به رتبه ۲۴ در جدول آلبوم‌های بریتانیا رسید، اما تنها ۱۰۵ در ایالات متحده. تأثیر "The Man Who Sold the World" بر موسیقی‌دانان آینده، مانند کیور، سوزی اند د بنشیز و گری نومن، و همچنین ژانر دارک ویو، باعث شد که این آلبوم در صحنه موسیقی به یک خرده‌فرهنگ تبدیل شود.
پانک راک چندین آلبوم با طرفداران خرده‌فرهنگی تولید کرده است. اولین آلبوم رامونز در سال ۱۹۷۶ با فروش ضعیفی روبرو شد، اما تأثیر زیادی بر جنبش پانک جوان آن زمان داشت و در نهایت به اندازه‌ای خوب فروخت که در سال ۲۰۱۴ یک فهرست گواهی‌نامه‌های ضبط موسیقی طلایی دریافت کرد. گروه پست پانک بریتانیایی مگزین نیز اولین آلبوم خود، «Real Life» (۱۹۷۸) را با موفقیت اندکی منتشر کرد و تنها به رتبه ۲۹ در بریتانیا رسید. تحسین‌های بعدی آن به عنوان یک اثر نوآورانه و تأثیرگذار در ژانر پست پانک نوظهور، شهرت آن را به عنوان یک کلاسیک خرده‌فرهنگی به ارمغان آورد. در سال ۱۹۸۲، گروه هاردکور پانک آمریکایی بد برینز اولین آلبوم خود با همین عنوان را منحصراً روی کاست منتشر کرد و برای به دست آوردن مخاطب در بازار تحت سلطه وینیل تلاش کرد. حضور تک آهنگ "Pay to Cum" در آلبوم تلفیقی "Let Them Eat Jellybeans!" (۱۹۸۱) به «بد برینز» کمک کرد تا در بریتانیا طرفدارانی پیدا کند، در حالی که نوآوری موسیقایی و نفوذ روزافزون آلبوم بعداً جایگاه کلاسیک خرده‌فرهنگی آن را در بین طرفداران هاردکور پانک تضمین کرد.
برخی از آلبوم‌های آلترناتیو نیز طرفداران خرده‌فرهنگی پیدا کرده‌اند. گروه راک صنعتی آمریکایی ناین اینچ نیلز اولین آلبوم خود در سال ۱۹۸۹ را با نام «Pretty Hate Machine» با موفقیت متوسطی در بیلبورد ۲۰۰ منتشر کرد که در رتبه ۷۵ قرار گرفت. این آلبوم در سال‌های بعد محبوبیت زیرزمینی پیدا کرد و به اندازه‌ای فروخت که در سال ۱۹۹۵ گواهی‌نامه انجمن صنعت ضبط آمریکا پلاتینیوم دریافت کرد و به یکی از اولین آلبوم‌های منتشر شده مستقل تبدیل شد که به این شاهکار دست یافت. همچنین در سال ۱۹۸۹، اولین آلبوم نیروانا با نام «ضدعفونی» با استقبال مثبت برخی از منتقدان منتشر شد، اما نتوانست بر روی جدول رکوردها تأثیر بگذارد، تا اینکه آلبوم بسیار موفق گروه در سال ۱۹۹۱ با نام «بی‌خیال» باعث شد توجه بیشتری به آن جلب شود. آلبوم‌های کید ای و فراموشکار گروه ریدیوهد هر دو نقدهای متفاوتی از سوی طرفداران و منتقدان دریافت کردند، اما بعداً مورد تحسین قرار گرفتند و به کلاسیک‌های خرده‌فرهنگی تبدیل شدند.
1. 1. موسیقی

دومین آلبوم خواننده R&B، بیلال (خواننده)، با نام «Love for Sale»، پس از درز کردن در سال ۲۰۰۶ و کنار گذاشته شدن توسط اینترسکوپ رکوردز به یک کلاسیک خرده‌فرهنگی تبدیل شد. این آلبوم که از نظر موسیقایی تجربی بود، به سرعت در فضای آنلاین طرفداران و تحسین‌کنندگان خود را پیدا کرد و به گفته نویسنده «ویلج ویس»، کریگ دی. لیندسی، به «معادل موسیقی سیاه‌پوستان آلبوم «ماشین شگفت‌انگیز» فیونا اپل که یک بار کنار گذاشته شد (و همچنین به طور غیرقانونی بوتلگ شد)، تبدیل شد.»
دوران کاری خواننده پاپ، کارلی ری جپسن، پس از «شاید به من زنگ بزند» به عنوان یک موفقیت خرده‌فرهنگی شناخته شده است، به ویژه سومین آلبوم استودیویی او، «هیجان (آلبوم کارلی ری جپسن)».
گروه موسیقی ژاپنی Fishmans پس از مرگ شینجی ساتو، خواننده اصلی، از طریق دهان به دهان در سایت‌های انجمن تصویر و موسیقی در طول دهه‌های ۲۰۰۰ و ۲۰۱۰، طرفداران خرده‌فرهنگی زیادی را در اینترنت به دست آورد.

## حوزهٔ تبلیغات
برندها همچنین می‌توانند طرفداران خرده‌فرهنگی به دست آورند، گاهی اوقات به دلیل اعتبار مانند اپل و ساپریم، در حالی که برخی دیگر مانند Spam به دلایل فرهنگی این کار را انجام می‌دهند. بسیاری از برندهای خودروی خرده‌فرهنگی نیز وجود دارند که از ترابانت گرفته تا ولوو و حتی مدل‌های خاصی مانند فیات ۵۰۰ (۲۰۰۷)، Ford Crown Victoria و Toyota AE86 همگی طرفداران اختصاصی خود را در جامعه علاقه‌مندان به خودرو به وجود آورده‌اند.
در سپتامبر ۲۰۲۱، سینماهای ای‌ام‌سی شروع به پخش یک تبلیغ با بازی بازیگر نیکول کیدمن در سینماهای خود و در تلویزیون کرد. این تبلیغ به‌طور غیرمنتظره‌ای در بین مخاطبان محبوب شد و آن‌ها به قدردانی از کمپ بودن ناخواسته سبک و فیلمنامه شورانگیز آن پرداختند، به ویژه جمله «به نوعی، دلشکستگی در چنین مکانی احساس خوبی دارد.» این تبلیغ الهام‌بخش میم‌های اینترنتی، تقلیدها و آیین‌های مشارکت مخاطبان در سینما شده است.